# Antonio Aguilar

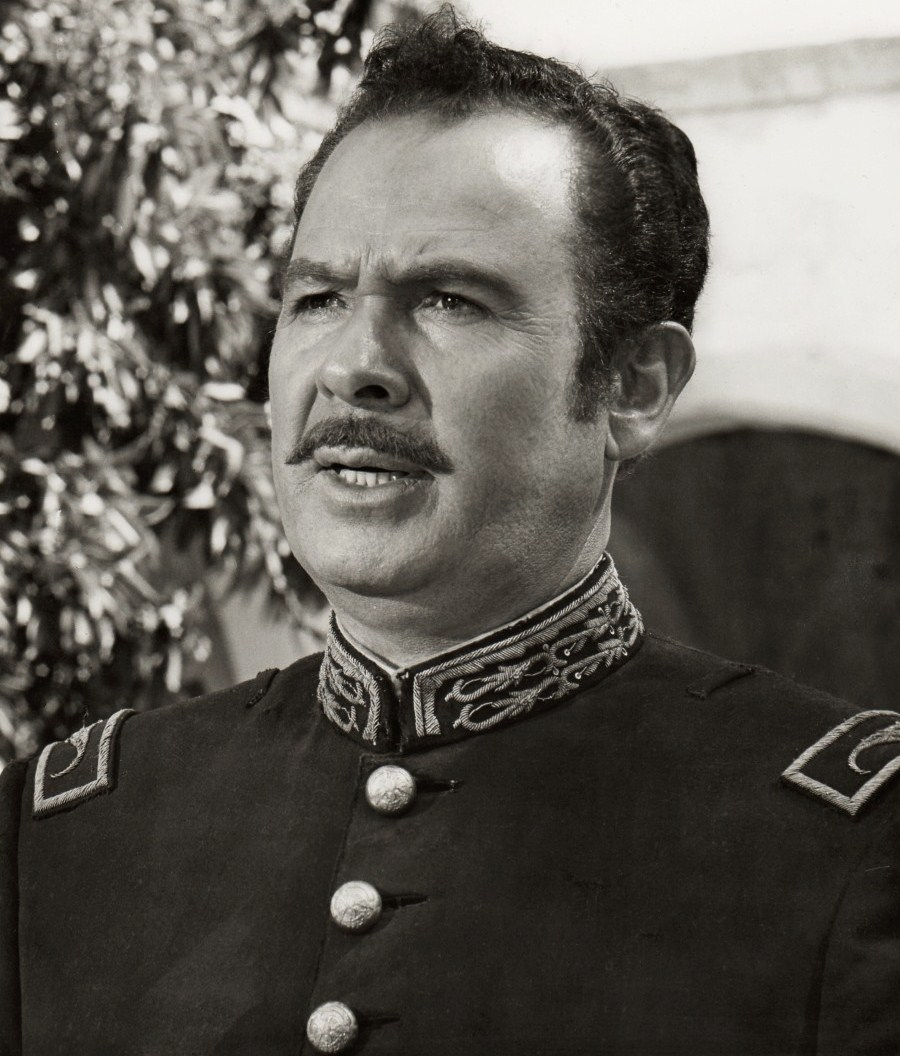
Antonio Aguilar, 1969

Pascual Antonio Aguilar Barraza (Tony/Toni Aguilar; * 17. Mai 1919 in Villanueva/Zacatecas; † 19. Juni 2007 in Mexiko-Stadt), bekannt auch als El Charro de Mexico, war ein mexikanischer Sänger und Schauspieler.
Aguilar ging zunächst nach Los Angeles, um Opernsänger zu werden. 1945 kehrte er nach Mexiko zurück und wurde in den 1950er Jahren einer der populärsten Mariachisänger des Landes. 1950 erhielt er seine erste Rolle in dem Film Un rincón cerca del cielo. Schon 1956 hatte er eine Hauptrolle in Tierra de hombres und 1961 eine tragende Rolle in dem Filmdrama Ánimas Trujano (El hombre importante), in dem auch seine Frau Flor Silvestre besetzt war. Seine Spezialität war die Darstellung mexikanischer Revolutionäre. So spielte er die Titelrolle in Emiliano Zapata (1970) und spielte in La sangre de un valiente (1993) den Pancho Villa. Insgesamt spielte er in 167 Filmen, darunter auch The Undefeated mit John Wayne. An vielen Filmen war er auch als Drehbuchautor und/oder Produzent beteiligt.
Als Sänger war Aguilar mit Songs wie Triste Recuerdo, Albur de Amor, Gabino Barrera und Puno de Tierra bekannt und verkaufte mehr als 25 Millionen Platten. Mit seiner Frau, der Sängerin Flor Silvestre und seinen Söhnen Pepe und Antonio reiste er durch die USA und Lateinamerika und führte charrerías, eine Mischung aus Konzert und Rodeoshows auf. 1997 wurde er für seine Verdienste um den mexikanischen Film mit einem Ariel de Oro ausgezeichnet. 2000 erhielt er einen Stern auf dem Hollywood Walk of Fame.